# Districte d'Ústí nad Orlicí
El districte de Ústí nad Orlicí - (txec) Okres Ústí nad Orlicí - és un districte de la regió de Pardubice, a la República Txeca. La capital és Ústí nad Orlicí.

## Llista de municipis
Albrechtice · 
Anenská Studánka · 
Běstovice · 
Bošín · 
Brandýs nad Orlicí · 
Bučina · 
Bystřec · 
Čenkovice · 
Červená Voda · 
Česká Rybná · 
Česká Třebová · 
České Heřmanice · 
České Libchavy · 
České Petrovice · 
Choceň · 
Cotkytle · 
Damníkov · 
Dlouhá Třebová · 
Dlouhoňovice · 
Dobříkov · 
Dolní Čermná · 
Dolní Dobrouč · 
Dolní Morava · 
Džbánov · 
Hejnice · 
Helvíkovice · 
Hnátnice · 
Horní Čermná · 
Horní Heřmanice · 
Horní Třešňovec · 
Hrádek · 
Hrušová · 
Jablonné nad Orlicí · 
Jamné nad Orlicí · 
Javorník · 
Jehnědí · 
Kameničná · 
Klášterec nad Orlicí · 
Koldín · 
Kosořín · 
Králíky · 
Krasíkov · 
Kunvald · 
Lanškroun · 
Leština · 
Letohrad · 
Libecina · 
Libchavy · 
Lichkov · 
Líšnice · 
Lubník · 
Lukavice · 
Luková · 
Mistrovice · 
Mladkov · 
Mostek · 
Nasavrky · 
Nekoř · 
Nové Hrady · 
Orlické Podhůří · 
Orličky · 
Ostrov · 
Oucmanice · 
Pastviny · 
Petrovice · 
Písečná · 
Plchovice · 
Podlesí · 
Přívrat · 
Pustina · 
Radhošť · 
Řepníky · 
Řetová · 
Řetůvka · 
Rudoltice · 
Rybník · 
Sázava · 
Seč · 
Semanín · 
Skořenice · 
Slatina · 
Sobkovice · 
Sopotnice · 
Sruby · 
Stradouň · 
Strážná · 
Studené · 
Sudislav nad Orlicí · 
Sudslava · 
Svatý Jiří · 
Šedivec · 
Tatenice · 
Těchonín · 
Tisová · 
Trpík · 
Třebovice · 
Týnišťko · 
Újezd u Chocně · 
Ústí nad Orlicí · 
Velká Skrovnice · 
Verměřovice · 
Vinary · 
Voděrady · 
Vraclav · 
Vračovice-Orlov · 
Výprachtice · 
Vysoké Mýto · 
Zádolí · 
Záchlumí · 
Zálší · 
Zámrsk · 
Zářecká Lhota · 
Žamberk · 
Žampach · 
Žichlínek